# Liste der Skigebiete in Österreich
Dies sind Tabellen der Skigebiete in Österreich, nach Bundesländern geordnet.
Als vorwiegend von den Alpen beherrschtes Land gibt es in Österreich zahlreiche Möglichkeiten, den alpinen Skisport auszuüben. Der alpine Skisport ist in Österreich eine wichtige treibende Kraft für den Tourismus und damit ein bedeutender Wirtschaftsfaktor.
Insbesondere die Bundesländer Vorarlberg, Tirol und Salzburg bieten in beinahe jedem Alpental eines oder mehrere Skigebiete, die mit zahlreichen Aufstiegshilfen (Seilbahnen, Sessellifte, Schlepplifte) ausgestattet sind. Die großen Skirarenen in den österreichischen Alpen verfügen über 50 oder mehr verschiedene Liftanlagen und manchmal über 100 km präparierte Skiabfahrten. Diese sind allerdings oftmals nicht zusammenhängend, sondern nur über Busfahrten zu erreichen. Der Verbund Ski amadé im Salzburger Land etwa umfasst beispielsweise 860 Pistenkilometer und 270 Lifte, die sich allerdings über 25 Orte in einem mehrere hundert Quadratkilometer großen Gebiet verteilen.
Aber auch in den östlichen Bundesländern gibt es viele Skigebiete. Die kleinsten davon haben oft nur ein oder zwei Schlepplifte und einige hundert Meter an Skipisten.
Skigebiete sind häufig auch mit anderen Wintersportmöglichkeiten kombiniert, zum Beispiel mit Langlaufloipen, Rodelbahnen oder Thermalbädern.
Zusätzlich gibt es in Österreich einige Gletscherskigebiete, die im Wesentlichen unabhängig von der Schneelage ganzjährige Wintersportmöglichkeiten bieten.
Einige der österreichischen Skigebiete sind immer wieder Austragungsstätte von Weltcuprennen.

## Die Skigebiete in den Bundesländern
Die angegebenen Daten weichen teilweise deutlich von denen in anderen Quellen ab.

### Kärnten
| Name                      | Orte im Gebiet                      | Seehöhe in m | Lifte A | Pisten in km |
| ------------------------- | ----------------------------------- | ------------ | ------- | ------------ |
| Ankogel-Mallnitz          | Mallnitz                            | 1287–2636    | 2/0/4   | 30           |
| Bad Kleinkirchheim        | Bad Kleinkirchheim                  | 1150–2043    | 4/4/18  | 95           |
| Dreiländereck Bergbahnen  | Arnoldstein                         | 0680–1600    | 0/1/8   | 17           |
| Emberger Alm              | Berg im Drautal                     | 1600–2250    | 0/0/5   | 10           |
| Falkert                   | Falkert                             | 1870–2308    | 0/0/5   | 9            |
| Flattnitz                 | Glödnitz, Metnitz                   | 1400–1800    | 0/1/2   | 10           |
| Gerlitzen                 | Annenheim, Sattendorf               | 0504–1911    | 1/6/7   | 26           |
| Gitschtal                 | Weißbriach                          | 0820–1150    | 0/0/3   | 4            |
| Goldeck                   | Spittal an der Drau                 | 0556–2142    | 2/1/5   | 22           |
| Großglockner Heiligenblut | Heiligenblut                        | 1301–2902    | 3/1/10  | 55           |
| Innerkrems-Schönfeld      | Kremsbrücke, ThomatalS              | 1500–2170    | 0/2/12  | 60           |
| Katschberg-Aineck         | Rennweg, St. Margarethen im LungauS | 1100–2220    | 0/6/9   | 60           |
| Klippitztörl              | Klippitztörl                        | 1530–1818    | 0/2/4   | 28           |
| Koralpe-Schiregion Süd    | St. Stefan im Lavanttal, Wolfsberg  | 1600–2100    | 0/1/5   | 26           |
| Kötschach-Mauthen         | Kötschach-Mauthen                   | 0700–1400    | 0/1/3   | 6            |
| Mölltaler Gletscher       | Flattach                            | 2250–3082    | 2/4/3   | 50           |
| Nassfeld                  | Hermagor                            | 1300–2000    | 5/7/18  | 101          |
| Petzen                    | Feistritz ob Bleiburg               | 0600–1700    | 1/0/4   | 26           |
| Simonhöhe                 | St. Urban                           | 0750–1340    | 0/0/8   | 13           |
| Sirnitz-Hochrindl         | Sirnitz                             | 1400–1800    | 0/1/5   | 15           |
| Turracher Höhe            | Reichenau, TurrachSt                | 1400–2200    | 0/4/8   | 33           |
| Verditz-Gerlitzen         | Afritz                              | 0700–2000    | 0/3/1   | 16           |
| Weinebene                 | St. Gertraud, DeutschlandsbergSt    | 1580–1886    | 0/0/6   | 22           |
| Weißensee                 | Weißensee                           | 0930–1324    | 0/1/4   | 6            |

S liegt im Land Salzburg
St liegt in der Steiermark

### Niederösterreich
| Name                         | Orte im Gebiet               | Seehöhe in m | Lifte A | Pisten in km |
| ---------------------------- | ---------------------------- | ------------ | ------- | ------------ |
| Aichelberglifte              | Karlstift                    | 0936–1054    | 0/0/2   | 6            |
| Annaberg                     | Annaberg                     | 0800–1400    | 0/3/6   | 15           |
| Arabichl                     | Kirchberg am Wechsel         | 1350–1593    | 0/0/1   | 4            |
| Arralifte                    | Harmanschlag                 | 0740–0850    | 0/0/3   | 4            |
| Eibllifte*                   | Türnitz                      | 0560–1007    | 0/1/3   | 12           |
| Enne                         | Schwarzenbach an der Pielach | 0600–0780    | 0/0/1   | 0,5          |
| Furtnerlifte                 | Rohr im Gebirge              | 0800–0927    | 0/0/3   |              |
| Gemeindealpe                 | Mitterbach                   | 0800–1626    | 0/2/1   |              |
| Hirschenkogel                | Semmering                    | 1000–1340    | 1/1/1   | 14           |
| Hochbärneck                  | Sankt Anton an der Jeßnitz   | 0860–1050    | 0/0/2   | 5            |
| Hochkar                      | Göstling an der Ybbs         | 1480–1808    | 0/6/3   | 18,6         |
| Jauerling                    | Oberndorf am Jauerling       | 0855–0959    | 0/0/1   | 1            |
| Königsberg                   | Hollenstein an der Ybbs      | 0715–1078    | 0/0/6   | 12           |
| Losenheim                    | Puchberg am Schneeberg       | 0577–1222    | 0/1/1   | 8            |
| Maiszinken                   | Lunz am See                  | 0790–1030    | 0/0/2   | 5            |
| Mönichkirchen-Mariensee      | Mönichkirchen                | 0870–1450    | 0/3/1   | 13           |
| Ötscherlifte                 | Lackenhof                    | 0810–1510    | 0/3/5   | 19           |
| Raxalpe                      | Reichenau an der Rax         | 0528–1600    | 1/0/1   | 3            |
| Sonnwendstein-Maria Schutz** | Schottwien                   | 0700–1523    | 0/1/3   | 7            |
| Steinberglift                | Neusiedl an der Zaya         | 0175–0200    | 0/0/1   | 1            |
| Unterberg                    | Pernitz                      | 0710–1342    | 0/0/4   | 15           |
| Wechsel                      | St. Corona am Wechsel        | 0840–1420    | 0/2/2   | 17           |

* bis März 2006; danach wegen fehlender Betriebsgenehmigung stillgelegt
** bis 2005; danach wegen fehlender Betriebsgenehmigung stillgelegt

### Oberösterreich
| Name                   | Orte im Gebiet          | Seehöhe in m | Lifte A | Pisten in km |
| ---------------------- | ----------------------- | ------------ | ------- | ------------ |
| Feuerkogel             | Ebensee am Traunsee     | 443–1625     | 1/1/5   | 12           |
| Forsteralm             | Gaflenz                 | 720–1100     | 0/1/6   | 16           |
| Freistadt              | Freistadt               | 595–0685     | 0/0/1   | 1            |
| Glasenberg             | Maria Neustift          | 850–0971     | 0/0/1   | 4            |
| Gosau                  | Gosau                   | 750–2000     | 0/1/5   | 7            |
| Hansberg               | Sankt Johann am Wimberg | 850–0930     | 0/0/3   | 1,5          |
| Hinterstoder           | Hinterstoder            | 600–1860     | 1/3/8   | 22           |
| Hochficht-Böhmerwald   | Klaffer am Hochficht    | 930–1337     | 0/2/7   | 20           |
| Hochlecken             | Neukirchen              | 870–1150     | 0/0/4   | 4            |
| Hohe Dirn              | Losenstein              | 800–1200     | 0/0/5   | 5            |
| Kasberg                | Grünau im Almtal        | 620–1600     | 2/1/8   | 33           |
| Katrinalm              | Bad Ischl               | 470–1415     | 1/1/0   | 6            |
| Kirchschlag            | Kirchschlag bei Linz    | 750–0900     | 0/0/3   | 3            |
| Königswiesen           | Königswiesen            | 614–0800     | 0/0/2   | 1            |
| Krippenstein-Obertraun | Obertraun               | 609–2100     | 3/1/4   | 13           |
| Pyhrn-Priel            | Spital am Pyhrn         | 650–1870     | 8       | 40           |
| Sandl-Viehberg         | Sandl                   | 950–1111     | 0/0/3   | 3            |
| Sternsteinlifte        | Bad Leonfelden          | 800–1122     | 0/1/1   | 4            |
| Wurzeralm              | Spital am Pyhrn         | 800–1870     | 1/2/5   | 13           |
| Zwieselalm             | Gosau                   | 900–1436     | 1/2/4   | 9            |

### Salzburg
| Name                                     | Orte im Gebiet                                                            | Tourismusregion                                    | Schiverbund                                        | Seehöhe in m | Lifte A  | Pisten in km |
| ---------------------------------------- | ------------------------------------------------------------------------- | -------------------------------------------------- | -------------------------------------------------- | ------------ | -------- | ------------ |
| Abtenau im Lammertal                     | Abtenau                                                                   | Lammertal–Dachstein West                           | Salzkammergut-Lammertal Skipass                    | 0712–1200    | 00/1/5   | 10           |
| Buchberg                                 | Goldegg im Pongau                                                         | Salzburger Sportwelt                               | Ski amadé                                          | 0850–1200    | 00/0/4   | 4            |
| Dachstein West                           | Annaberg-Lungötz, Rußbach am Paß Gschütt (mit Gosau, OÖ)                  | Lammertal–Dachstein West                           | Salzkammergut-Lammertal Skipass                    | 0777–1618    | 08/14/30 | 152          |
| Dorfgastein-Großarl                      | Dorfgastein, Großarl                                                      | Nationalpark Hohe Tauern / Gasteinertal/Großarltal | Ski amadé                                          | 0865–2027    | 02/4/2   | 44           |
| Dürrnberg                                | Hallein                                                                   | Tennengau Salzachtal                               |                                                    | 0800–1600    | 00/1/3   | 8            |
| Fageralm                                 | Forstau, Radstadt                                                         | Salzburger Sportwelt, Schladming–DachsteinSt       | Ski amadé                                          | 0930–1885    | 00/2/6   | 12           |
| Fanningberg                              | Weißpriach, Mauterndorf                                                   | Lungau                                             |                                                    | 1501–2091    | 00/2/5   | 30           |
| Filzmoos Roßbrand/Großberg               | Filzmoos                                                                  | Salzburger Sportwelt                               | Ski amadé                                          | 1057–1597    | 01/2/5   | 12           |
| Flachau snow space                       | Flachau                                                                   | Salzburger Sportwelt                               | Ski amadé                                          | 0827–2000    | 07/17/18 | 111          |
| Flachauwinkl–Kleinarl Shuttleberg        | Kleinarl, Flachauwinkl                                                    | Salzburger Sportwelt                               | Ski amadé                                          | 1000–1980    | 00/5/5   | 16           |
| Gaißau–Hintersee                         | Krispl                                                                    | Salzkammergut – Fuschlsee                          |                                                    | 0750–1567    | 00/3/6   | 40           |
| Graukogel                                | Bad Gastein                                                               | Nationalpark Hohe Tauern / Gasteinertal            | Ski amadé                                          | 1000–2246    | 00/2/1   | 14           |
| Großeck–Speiereck                        | Mauterndorf, St. Michael im Lungau                                        | Lungau                                             |                                                    | 1100–2400    | 01/5/3   | 41           |
| Hahnbaumlifte St. Johann                 | St. Johann im Pongau                                                      | Salzburger Sportwelt                               | Ski amadé                                          | 0650–1200    | 02/6/6   | 32           |
| Hochkönigs Winterreich                   | Mühlbach am Hochkönig, Dienten, Maria Alm (mit Hintermoos und Hinterthal) | Hochkönigs Bergreich                               | Ski amadé                                          | 0860–1921    | 03/7/29  | 150          |
| Kitzsteinhorn-Kaprun                     | Kaprun                                                                    | Zell am See-Kaprun                                 | Zell am See-Kaprun Schipaß                         | 0800–3029    | 04/4/10  | 40           |
| Loferer Alm                              | Lofer                                                                     | Salzburger Saalachtal                              |                                                    | 0640–1750    | 02/2/9   | 46           |
| Maiskogel                                | Kaprun                                                                    | Zell am See-Kaprun                                 | Zell am See-Kaprun Schipaß                         | 0765–1730    | 01/2/1   | 20           |
| Monte Populo                             | Eben im Pongau                                                            | Salzburger Sportwelt                               | Ski amadé                                          | 0862–1612    | 00/2/2   | 6            |
| Obertauern                               | Obertauern                                                                | Obertauern                                         |                                                    | 1665–2501    | 01/18/7  | 95           |
| Postalm Arena am Wolfgangsee             | Strobl                                                                    | Salzkammergut – Wolfgangsee                        |                                                    | 1200–1900    | 00/1/7   | 20           |
| Radstadt–Altenmarkt Schischaukel         | Radstadt, Altenmarkt                                                      | Salzburger Sportwelt                               | Ski amadé                                          | 0855–1677    | 01/3/3   | 20           |
| Rauriser Hochalmbahnen                   | Rauris                                                                    | Nationalpark Hohe Tauern                           |                                                    | 0950–2200    | 02/1/7   | 25           |
| Saalbach Hinterglemm Leogang Fieberbrunn | Saalbach-Hinterglemm, Leogang, FieberbrunnT                               | Saalbach-Hinterglemm                               | Skicircus Saalbach Hinterglemm Leogang Fieberbrunn | 0800–2100    | 28/22/20 | 270          |
| St. Johann-Alpendorf                     | St. Johann im Pongau                                                      | Salzburger Sportwelt                               | Ski amadé                                          | 0600–1850    | 01/7/5   | 26           |
| St. Martin im Lammertal                  | St. Martin am Tennengebirge                                               | Lammertal–Dachstein West                           | Salzkammergut-Lammertal Skipass                    | 1000–1350    | 00/0/4   | 5            |
| Schloßalm–Angertal–Stubnerkogel          | Bad Gastein, Bad Hofgastein                                               | Nationalpark Hohe Tauern / Gasteinertal            | Ski amadé                                          | 0859–2300    | 07/8/5   | 80           |
| Schmittenhöhe                            | Zell am See                                                               | Zell am See-Kaprun                                 | Zell am See-Kaprun Schipaß                         | 0750–2000    | 06/9/13  | 75           |
| Sportgastein                             | Sportgastein                                                              | Nationalpark Hohe Tauern / Gasteinertal            | Ski amadé                                          | 1584–2650    | 00/1/1   | 22           |
| Wagrain                                  | Wagrain                                                                   | Salzburger Sportwelt                               | Ski amadé                                          | 0850–2000    | 06/5/8   | 35           |
| Weißsee–Gletscherwelt                    | Uttendorf                                                                 | Nationalpark Hohe Tauern                           |                                                    | 0804–2600    | 01/1/5   | 21           |
| Werfenweng                               | Werfenweng                                                                | Tennengebirge                                      |                                                    | 1000–1900    | 01/2/7   | 25           |
| Wildkogel                                | Neukirchen am Großvenediger                                               | Nationalpark Hohe Tauern                           |                                                    | 0856–2225    | 02/3/8   | 54           |
| Zauchensee–Flachauwinkel Skiparadies     | Altenmarkt-Zauchensee, Flachauwinkl                                       | Salzburger Sportwelt                               | Ski amadé                                          | 1350–2188    | 03/6/6   | 41           |
| Zillertal Arena                          | Krimml, Wald im Pinzgau, GerlosT (mit dem Zillertal)                      | Nationalpark Hohe Tauern                           | Zillertal Arena                                    | 1250–2505    | 06/26/19 | 133          |
| Zwölferhorn                              | St. Gilgen am Wolfgangsee                                                 | Salzkammergut – Wolfgangsee                        |                                                    | 0560–1522    | 01/0/1   | 7            |

St liegt in der Steiermark
T liegt in Tirol

### Steiermark
| Name                                              | Orte im Gebiet               | Tourismusregion / Schiverbund               | Seehöhe in m | Lifte A | Pisten in km |
| ------------------------------------------------- | ---------------------------- | ------------------------------------------- | ------------ | ------- | ------------ |
| Aflenzer Bürgeralm                                | Aflenz Kurort                |                                             | 0810–1810    | 0/2/4   | 16           |
| Alpl                                              | Krieglach                    |                                             | 1000–1280    | 0/0/7   | 8            |
| Brunnalm-Hohe Veitsch                             | Veitsch                      |                                             | 1100–1500    | 0/1/3   | 9            |
| Dockneralm                                        | Krakaudorf                   |                                             | 1220–1450    | 0/0/1   | 3            |
| Elfenberg                                         | Mautern in Steiermark        |                                             | 0704–1020    | 0/1/0   | 4            |
| Feichteck-Brandlucken                             | St. Kathrein am Offenegg     |                                             | 1050–1220    | 0/0/1   | 3            |
| Gaaler Lifte                                      | Gaal, Knittelfeld            |                                             | 0860–1230    | 0/1/2   | 5            |
| Gaberl-Stubalpe                                   | Salla                        |                                             | 0800–1550    | 0/0/6   | 18           |
| Galsterbergalm                                    | Pruggern                     | Schladming–Dachstein / Ski amadé            | 0700–1649    | 1/1/4   | 20           |
| Grebenzen                                         | Sankt Lambrecht              |                                             | 1000–1900    | 0/1/5   | 23           |
| Gruber Lifte                                      | Steinhaus am Semmering       |                                             | 0938–1160    | 0/0/2   | 4,5          |
| Hauereck                                          | St. Kathrein am Hauenstein   |                                             | 1000–1305    | 0/1/1   | 5            |
| Hauser Kaibling                                   | Haus im Ennstal              | Schladming–Dachstein / Ski amadé            | 0728–2015    | 2/5/4   | 37           |
| Hebalm (2015 aufgelassen)                         | Pack                         | –                                           | −            | –       | –            |
| Hebalm-Kluglifte                                  | Deutschlandsberg             |                                             | 1350–1450    | 0/0/2   | 3            |
| Hirschegg                                         | Hirschegg                    |                                             | 0950–1300    | 0/1/5   | 5            |
| Hohentauern                                       | Hohentauern                  |                                             | 1250–1800    | 0/0/5   | 12           |
| Kaiserau                                          | Rottenmann, Admont           |                                             | 1127–1500    | 0/0/3   | 3            |
| Kleinlobming                                      | Knittelfeld                  |                                             | 0764–1000    | 0/0/2   | 2            |
| Kreischberg                                       | St. Georgen ob Murau         |                                             | 0870–2118    | 3/4/5   | 29           |
| Lachtal                                           | Schönberg-Lachtal, Judenburg |                                             | 1600–2222    | 0/1/7   | 29           |
| Lammeralm                                         | Langenwang                   |                                             | 0900–1450    | 0/1/3   | 8            |
| Loser-Altaussee                                   | Altaussee                    | Salzkammergut-Ausseerland / Schneebärenland | 0850–1770    | 0/4/5   | 34           |
| Mariazeller Land                                  | Mariazell                    |                                             | 0800–1623    | 1/4/3   | 26           |
| Modriach-Winkel                                   | Modriach                     |                                             | 1000–1230    | 0/0/4   | 5            |
| Mönichwald-Hochwechsel                            | Mönichwald                   |                                             | 1000–1300    | 0/0/3   | 4            |
| Murauer Frauenalpe, (seit 2016/17 nicht geöffnet) | Murau                        |                                             | 1500–2000    | 0/0/5   | 10           |
| Niederalpl                                        | Mürzsteg                     |                                             | 0783–1460    | 0/1/3   | 8            |
| Oberes Murtal-Spitzerlift                         | St. Lorenzen bei Knittelfeld |                                             | 0990–1000    | 0/0/2   | 3            |
| Parfußwirt                                        | Trahütten, Deutschlandsberg  |                                             | 0700–1100    | 0/0/1   | 4            |
| Planai–Hochwurzen                                 | Schladming                   | Schladming–Dachstein / Ski amadé            | 0745–1894    | 4/13/17 | 123          |
| Planneralm Snowvally                              | Donnersbach, Irdning         | Schladming–Dachstein / Schneebärenland      | 1600–2200    | 0/2/3   | 15           |
| Präbichl                                          | Vordernberg                  |                                             | 1116–1911    | 0/3/3   | 17           |
| Schigebiet Ramsau-Dachsteingletscher              | Ramsau am Dachstein          | Schladming–Dachstein / Ski amadé            | 1100–2700    | 1/3/20  | 23           |
| Reiteralm                                         | Pichl-Gleiming               | Schladming–Dachstein / Ski amadé            | 0782–1860    | 1/3/7   | 30           |
| Rieseralm                                         | Obdach                       |                                             | 1310–1520    | 0/0/4   | 10           |
| Riesneralm                                        | Donnersbachwald              | Salzkammergut-Ausseerland / Schneebärenland | 0980–1990    | 0/3/1   | 32           |
| Salzstiegl                                        | Hirschegg                    |                                             | 1310–1710    | 0/0/6   | 12           |
| St. Jakob im Walde                                | St. Jakob im Walde           |                                             | 1000–1200    | 0/0/3   | 4            |
| Schöckl                                           | Sankt Radegund bei Graz      |                                             | 1045–1445    | 1/0/1   | 2            |
| Seewiesen-Seeberg                                 | Seewiesen                    |                                             | 1000–1300    | 0/0/3   | 7            |
| Sommeralm-Holzmeister                             | Breitenau am Hochlantsch     |                                             | 1240–1400    | 0/0/2   | 3            |
| Sommeralm-Pirstingerkogel                         | Fladnitz an der Teichalm     |                                             | 1320–1400    | 0/0/1   | 3            |
| Sonnberglifte                                     | Wald am Schoberpass          |                                             | 0850–1200    | 0/0/3   | 12           |
| Stoderzinken                                      | Gröbming                     | Schladming–Dachstein / Ski amadé            | 1700–2048    | 0/0/4   | 8            |
| Strallegg                                         | Strallegg                    |                                             |              | 0/0/2   | 3            |
| Stuhleck                                          | Spital am Semmering          |                                             | 0782–1640    | 0/2/6   | 20           |
| Tauplitzalm                                       | Tauplitz, Bad Mitterndorf    | Salzkammergut-Ausseerland / Schneebärenland | 0900–2000    | 0/4/15  | 40           |
| Teichalm                                          | Fladnitz an der Teichalm     |                                             | 1200–1450    | 0/0/3   | 3            |
| Tonnerhütte                                       | Mühlen                       |                                             | 1650–1820    | 0/0/1   | 4            |
| Turnau-Schwabenbergarena                          | Turnau                       |                                             | 0780–1150    | 0/0/3   | 4            |
| Wenigzell                                         | Wenigzell                    |                                             | 0940–1140    | 0/0/2   | 2            |
| Wimmerlift                                        | Hart-Purgstall, Gleisdorf    |                                             | 0450–0500    | 0/0/2   | 0,5          |

### Tirol
| Name                                     | Orte im Gebiet | Seehöhe in m | Lifte A  | Pisten in km |
| ---------------------------------------- | --- | ------------ | -------- | ------------ |
| Achensee-Maurach                         | Maurach | 0980–1848    | 1/2/1    | 14           |
| Achensee-Pertisau                        | Pertisau | 0950–1496    | 1/0/7    | 16           |
| Alpbachtal-Wildschönau                   | Alpbach, Reith im Alpbachtal, Inneralpbach, Wildschönau                                                                                      | 0670–2025    | 7/10/32  | 145          |
| Axamer Lizum                             | Axams | 1583–2304    | 1/5/4    | 41           |
| Bergeralm                                | Steinach am Brenner | 1048–2231    | 1/1/4    | 13           |
| Berwang                                  | Berwang | 1336–1740    | 1/4/8    | 36           |
| Biberwier-Marienberg                     | Lermoos | 1000–1840    | 0/2/3    | 12           |
| Brunnalm                                 | St. Jakob in Defereggen | 1400–2525    | 1/1/7    | 27           |
| Christlum                                | Achenkirch am Achensee | 0950–1800    | 0/3/7    | 15           |
| Dias Alpe                                | Kappl | 1180–2700    | 1/3/4    | 40           |
| Ehrwalder Alm                            | Ehrwald | 1000–1922    | 1/2/4    | 19           |
| Elferlifte Neustift                      | Neustift im Stubaital | 1000–1812    | 4        | 10           |
| Fendels-Ried im Oberinntal-Prutz-Faggen  | Ried im Oberinntal | 0880–2300    | 1/1/4    | 14           |
| Fügen-Spieljoch                          | Fügen | 0650–2100    | 2/3/3    | 21           |
| Füssener Jöchle-Grän                     | Grän-Haldensee | 1206–1823    | 1/1/3    | 9            |
| Glungezer                                | Tulfes | 0950–2304    | 0/2/5    | 17           |
| Grubigstein                              | Lermoos | 1000–2120    | 1/3/3    | 30           |
| Hintertuxer Gletscher                    | Hintertux | 1500–3250    | 5/6/10   | 86           |
| Hochfügen-Hochzillertal                  | Hochfügen, Kaltenbach | 0558–2500    | 5/10/20  | 88           |
| Hochimst                                 | Imst | 1000–2100    | 0/2/2    | 8            |
| Hochoetz                                 | Oetz in Tirol | 0820–2272    | 2/6/4    | 39           |
| Hochpustertal                            | Sillian | 1087–2407    | 1/2/3    | 45           |
| Hochzeiger                               | Jerzens im Pitztal | 1450–2450    | 1/4/4    | 52           |
| Höfener Alm-Hahnenkamm                   | Höfen bei Reutte | 0875–1900    | 1/2/3    | 13           |
| Kals am Großglockner                     | Kals am Großglockner | 1365–2300    | 1/2/3    | 28           |
| Kaunertal Gletscher                      | Kaunertal-Feichten, Fendels | 2150–3113    | 1/2/6    | 36           |
| Kellerjoch                               | Schwaz | 0545–2030    | 0/3/4    | 10           |
| Kirchdorf                                | Kirchdorf in Tirol | 0700–0900    | 0/1/1    | 4            |
| Kitzbühel                                | Kitzbühel, Kirchberg, Aurach, Jochberg, Reith, Mittersill,S HollersbachS                                                                     | 0800–2000    | 11/27/7  | 215          |
| Kössen                                   | Kössen im Kaiserwinkl | 0600–1700    | 1/3/5    | 22           |
| Kramsach                                 | Kramsach | 0520–1800    | 0/0/2    | 1            |
| Kühtai                                   | Kühtai in Tirol | 2020–2820    | 1/4/7    | 41           |
| Leutasch                                 | Weidach | 1130–1650    | 0/1/5    | 15           |
| Matreier Goldried                        | Matrei in Osttirol | 1000–2405    | 1/3/5    | 35           |
| Mutterer Alm                             | Mutters | 0830         | 2/1/1    |              |
| Naturpark Lechtal                        | Bach, Bschlabs, Elbigenalp, Elmen, Forchach, Gramais, Häselgehr, Hinterhornbach, Holzgau, Kaisers, Pfaffler, Stanzach, Steeg, Vorderhornbach | 0939–1800    | 0/1/3    |              |
| Nauders                                  | Nauders am Reschenpass | 1394–2850    | 1/6/5    | 75           |
| Nesselwängle                             | Nesselwängle | 1127–1560    | 0/1/4    | 5            |
| Neunerköpfle                             | Tannheim | 1100–1820    | 1/1/4    |              |
| Nordpark                                 | Innsbruck | 0860–2260    | 2/2/0    | 14           |
| Obergurgl-Hochgurgl                      | Obergurgl | 1800–3080    | 4/12/7   | 110          |
| Oberperfuss-Rangger Köpfl                | Oberperfuss | 0820–2000    | 0/1/4    | 17           |
| Obertilliach-Golzentipp                  | Obertilliach | 1450–2250    | 0/1/4    | 16           |
| Patscherkofel                            | Igls | 0900–2247    | 1/2/4    | 14           |
| Pillersee                                | St. Ulrich am Pillersee, Hochfilzen | 0885–1550    | 0/2/6    | 22           |
| Pitztal Gletscher & Rifflsee             | St. Leonhard im Pitztal | 1640–3440    | 2/2/5    | 35           |
| Rohnenlifte                              | Zöblen | 1100–1500    | 0/0/3    | 17           |
| Saalbach Hinterglemm Leogang Fieberbrunn | Saalbach Hinterglemm,S Leogang,S Fieberbrunn                                                                                                 | 0800–2100    | 28/22/20 | 270          |
| St. Johann in Tirol                      | St. Johann in Tirol, Oberndorf in Tirol | 0685–1700    | 3/5/10   | 60           |
| Sattelberg                               | Gries am Brenner | 1200–2050    | 0/1/3    | 9            |
| Schattwald-Zöblen                        | Schattwald | 1095–1570    | 0/1/4    | 15           |
| Schlick 2000                             | Fulpmes | 1000–2300    | 2/1/6    | 25           |
| See                                      | See | 1000–2450    | 3/2/4    | 40           |
| Seefeld-Gschwandtkopf                    | Seefeld, Telfs | 1200–1500    | 0/2/9    | 12           |
| Seefeld-Rosshütte                        | Seefeld | 1240–2100    | 3/3/4    | 21           |
| Serfaus–Fiss–Ladis                       | Serfaus, Fiss, Ladis | 1200–2820    | 12/16/11 | 162          |
| Ski Arlberg                              | St. Anton am Arlberg, St. Christoph am Arlberg, Pettneu am Arlberg                                                                           | 1300–2811    | 16/34/49 | 305          |
| Serleslifte                              | Mieders | 0982–1750    | 0/1/3    | 7            |
| Silvretta Arena                          | Ischgl, Samnaun (Schweiz) | 1360–2870    | 7/25/13  | 172          |
| Silvrettapark                            | Galtür | 1600–2300    | 0/3/7    | 40           |
| Sölden                                   | Sölden, Hochsölden | 1350–3255    | 7/10/8   | 145          |
| Steinplatte                              | Waidring | 1100–1900    | 1/7/0    | 32           |
| Stubaier Gletscher                       | Neustift im Stubaital | 1750–3170    | 5/7/9    | 64           |
| Tiroler Zugspitzbahn                     | Ehrwald | 1225–2962    | 2/1/8    | 23           |
| Venetregion                              | Landeck, Zams, Fließ | 0780–2212    | 1/3/3    | 22           |
| Vent                                     | Vent | 1900–2650    | 0/1/3    | 15           |
| Wilder Kaiser – Brixental                | Brixen im Thale, Ellmau, Going, Hopfgarten im Brixental, Itter, Kelchsau, Scheffau am Wilden Kaiser, Söll, Westendorf                        | 0620–1956    | 15/36/40 | 284          |
| Zahmer Kaiser                            | Walchsee im Kaiserwinkl | 0660–1060    | 0/1/7    | 15           |
| Zettersfeld-Hochstein                    | Lienz | 0686–2278    | 1/4/7    | 40           |
| Zillertal 3000                           | Mayrhofen, Finkenberg, Lanersbach, Vorderlanersbach                                                                                          | 0630–2500    | 7/17/22  | 146          |
| Zillertal-Rastkogel-Eggalm               | Tux | 1300–2300    | 8/16/22  | 147          |
| Zillertal Arena                          | Zell am Ziller, Gerlos, Krimml,S Wald im PinzgauS                                                                                            | 1300–2500    | 4/28/23  | 133          |

S liegt im Land Salzburg

### Vorarlberg
| Name                    | Orte im Gebiet                                | Seehöhe in m | Lifte A   | Pisten in km |
| ----------------------- | --------------------------------------------- | ------------ | --------- | ------------ |
| Alberschwende           | Alberschwende                                 | 0720–1200    | 0/1/7     | 5            |
| Andelsbuch              | Andelsbuch, Bezau                             | 0655–1715    | 2/2/5     | 20           |
| Bödele-Hochälpele       | Schwarzenberg, Dornbirn                       | 0710–1467    | 0/1/8     | 23           |
| Brandnertal             | Brand                                         | 0904–2000    | 2/7/5     | 55           |
| Damüls-Mellau           | Au, Damüls, Mellau                            | 0700–2007    | 2/11/4    | 90           |
| Diedamskopf             | Schoppernau                                   | 0850–2060    | 2/2/4     | 39           |
| Fontanella-Faschina     | Fontanella                                    | 1485–2000    | 0/2/2     | 15           |
| Frastanz – Gurtis       | Frastanz                                      | 0900–1400    | 0/0/3     | 5            |
| Gargellen               | Gargellen                                     | 1423–2300    | 1/2/5     | 47           |
| Golm                    | Tschagguns, Vandans, Matschwitz               | 0650–2110    | 3/3/3     | 26           |
| Grabs-Tschagguns        | Tschagguns                                    | 0700–1600    | 0/1/1     | 4            |
| Hirschberg              | Bizau                                         | 0800–1700    | 0/1/5     | 30           |
| Hochhäderich            | Hittisau                                      | 1300–1600    | 0/0/5     |              |
| Hochlitten Riefensberg  | Riefensberg                                   | 1000–1200    | 0/0/3     |              |
| Hohenems – Schuttannen  | Hohenems                                      | 1150–1320    | 0/0/2     | 4            |
| Kleinwalsertal          | Riezlern, Hirschegg, Mittelberg               | 0920–2030    | 4/13/15   | 56           |
| Kristberg-Silbertal     | Silbertal im Montafon                         | 0890–1600    | 1/0/2     | 4            |
| Laterns-Gapfohl         | Laterns, Innerlaterns                         | 0900–1785    | 0/2/4     | 27           |
| Muttersberg             | Bludenz                                       | 0600–1400    | 1/0/0     | 22           |
| Pfänder                 | Bregenz                                       | 0421–1064    | 1/0/2     | 6            |
| Schetteregg             | Egg im Bregenzerwald                          | 1100–1400    | 0/5/1 (?) | 10           |
| Silvretta Montafon      | Schruns, Silbertal, St. Gallenkirch, Gaschurn | 0700–2430    | 7/15/18   | 155          |
| Ski Arlberg             | Lech, Schröcken, Stuben, Warth, Zürs          | 1300–2800    | 16/34/49  | 350          |
| Sonnenkopf              | Wald am Arlberg                               | 1000–2300    | 1/4/5     | 39           |
| Sonntag                 | Sonntag                                       | 0900–1750    | 1/1/1     | 8            |
| Übersaxen – Gröllerkopf | Übersaxen                                     | 1000–1200    | 0/0/2     | 3            |
| Wald am Arlberg         | Wald am Arlberg, Innerwald                    | 1030–2280    |           |              |
| Zwischenwasser – Furx   | Zwischenwasser                                | 0900–1200    | 0/0/2     |              |

### Wien
| Name            | Orte im Gebiet | Seehöhe in m | Lifte A                                                                     | Pisten in km |
| --------------- | -------------- | ------------ | --------------------------------------------------------------------------- | ------------ |
| Dollwiese       | 1130 Wien      | 290–330 (?)  | 0/0/1 (2013: Zauberteppich statt Schlepplift)                               | < 1          |
| Hohe-Wand-Wiese | 1140 Wien      | 258–370      | 0/0/1 (seit 2016/17: Schlepplift außer Betrieb, nur 40 m langes Förderband) | < 1          |

## Sommerskigebiete
Im Folgenden die Gletscherskigebiete Österreichs.
Das Hintertuxer Skigebiet ist das einzige Skigebiet Österreichs, welches im Sommer durchgängig geöffnet hat.
Die Anderen haben, wenn auch teilweise nur kurze, Sommerpausen.
Diese Liste bezieht sich nur auf die Sommersaison (Anfang Mai – Mitte November), für die Wintersaison siehe oben bei den jeweiligen Bundesländern.
BL = Bundesland
Stand: Saison 2024/25
| Name                  | Talorte                              | BL | Seehöhe in m B | Lifte A | Pisten in km (Sommer) | Saison                       | Quelle |
| --------------------- | ------------------------------------ | -- | -------------- | ------- | --------------------- | ---------------------------- | ------ |
| Hintertuxer Gletscher | Hintertux                            | T  | 3250           | 6/2/6   | 29                    | ganzjährig                   | [ 2 ]  |
| Kaunertaler Gletscher | Kaunertal (Feichten)                 | T  | 3113           | 2/0/2   | 19,2                  | Anfang Oktober – Mitte Mai   | [ 3 ]  |
| Kitzsteinhorn         | Kaprun                               | S  | 3029           | 6/0/4   | 11                    | Anfang Oktober – Mitte Mai   | [ 4 ]  |
| Mölltaler Gletscher   | Flattach                             | K  | 3082           | 2/1/0   | 2,5                   | Mitte Oktober – Anfang Juni  | [ 5 ]  |
| Pitztaler Gletscher   | St. Leonhard im Pitztal (Mittelberg) | T  | 3440           | 4/1/3   | 10                    | Ende September – Anfang Mai  | [ 6 ]  |
| Sölden                | Sölden                               | T  | 3255           | 3/1/5   | 146                   | Mitte September – Anfang Mai | [ 7 ]  |
| Stubaier Gletscher    | Neustift im Stubaital                | T  | 3170           | 5/3/5   | 30,6                  | Mitte September – Anfang Mai | [ 8 ]  |